# Девід Малан
Девід Малан (англ. David J. Malan, [deɪvɪd dʒeɪ meɪlɛn]) — професор комп'ютерних наук в Гарвардській школі інженерних і прикладних наук. Його наукові інтереси охоплюють кібербезпеку, цифрову криміналістику, ботнет, навчання інформатиці, дистанційне навчання, спільне навчання, а також освітні технології.
Малан викладає CS50 — курс з основ програмування, найбільший курс Гарвардського коледжу, відомий як CS50x в EdX. Він також викладає в Harvard Extension School та у Гарвардській літній школі.

## Професійна кар'єра
Під час навчання в Гарварді, Малан працював неповний робочий день для окружного прокурора Міддлсекс судовим експертом, після чого він створив свої два стартапи.
З 2003 року працює волонтером медичних технологій (EMT-B), MIT-EMS для Американського червоного хреста Професійно працював для Mindset Media, LLC протягом 2008—2011 рр. директором із інформаційних технологій (CIO), де відповідав за масштабування рекламної мережі, безпеку та планування виробничих потужностей. Розробив інфраструктуру для збору великих наборів даних. Пізніше Mindset Media була придбана компанією Meebo, Inc.
Також є засновником і представником фірми Diskaster, яка надає професійне відновлення даних з жорстких дисків і карт пам'яті, а також судово-медичним експертизам по цивільних справах.
Викладав математику та інформатику в Franklin High School та Університеті Тафтса. Протягом 2001—2002 рр. працював в AirClic технічним керівником.